# Padangrella jacobsoni
Genre
Espèce
Padangrella jacobsoni, unique représentant du genre Padangrella, est une espèce d'opilions eupnois de la famille des Sclerosomatidae.

## Distribution
Cette espèce est endémique de Sumatra en Indonésie.

## Publication originale
- Roewer, 1954 : « Indoaustralische Gagrellinae (Opiliones, Arachnidae). (Weitere Weberknechte XVIII). 2. Teil. » Senckenbergiana biologica, vol. 35, p. 237–292.